# Mein Teil
"Mein Teil" (něm. Můj díl) je singl německé industrial metalové skupiny Rammstein. Byl vydán 26. července 2004.
Skladba je inspirována příběhem kanibala Armina Meiwese. Basista Oliver Riedel se k tomu vyjádřil: "Jeden z členů přinesl do studia noviny a v nich měl příběh o kanibalovi. Byli jsme fascinováni, šokováni a pobaveni zároveň". Zpěvák Till Lindemann uvedl: "Bylo to tak fascinující, že jsme o tom museli napsat píseň".
Píseň byla natolik kontroverzní, že přitahovala velkou pozornost médií v celém Německu. Skladba byla označena jako Kanniblen Song, což jí pomohlo k tomu, aby se vyhoupla na druhé místo německých žebříčků hitparád. Skladba je hrána téměř na všech koncertech skupiny, má i své místo na DVD Völkerball a na kompilaci Made in Germany 1995-2011.
Během živého vystoupení se Till objevuje v kuchařské čepici, krví potřísněné zástěře a s mikrofonem, ke kterému je připevněn velký řeznický nůž. Poté vytáhne obrovský hrnec. Klávesista Christian Lorenz se objeví v tomto hrnci a hraje na klávesy. Poté Till vezme plamenomet a začne nahřívat spodek hrnce.
Videoklip obsahuje záběry, které vedly k omezení vysílání videa až po jedenácté hodině večerní.

## Tracklist
1. Mein Teil – 4:23
2. Mein Teil (You Are What You Eat Edit) Remix od Pet Shop Boys – 4:07
3. Mein Teil (Return to New York Buffet Mix) Remix od Arthura Bakera – 7:22
4. Mein Teil (There Are No Guitars on This Mix) Remix od Pet Shop Boys – 7:20